# Labacengos
Labacengos (llamada oficialmente Santa María de Labacengos) es una parroquia del municipio de Moeche, en la provincia de La Coruña, Galicia, España.

## Entidades de población
Entidades de población que forman parte de la parroquia:
- Abelleira
- A Cruz
- La Iglesia (A Igrexa)
- A Rega
- Barbelas
- Vieiteiras (Bieiteiras)
- Casanova
- Castro (Os Castros)
- Denoeiro
- Entrambasrrías (Entrambasrías)
- Fojo de Abajo (O Foxo)
- Foxo de Arriba
- Lavandeira
- Loira
- Porcal
- Ribeira
- Riodavila (Río da Vila)
- San Jiao de Abajo (San Xiao de Abaixo)
- San Jiao de Arriba (San Xiao de Arriba)
- Sulleo
- Veiga
- Vidueira (Bidueira)
- Vilachave
- Vilapedre

## Despoblados
- Graña (A Graña)
- Monteluz
- O Pedregal
- Ramesquido (Ramisquido)

## Demografía
| Gráfica de evolución demográfica de Labacengos entre 2000 y 2018 |
|                                                                  |
| Población de derecho según el padrón municipal del INE           |